# Santa Coloma Residencial
Santa Coloma Residencial és una entitat de població situada dins del terme municipal de Santa Coloma de Farners, a la comarca de la Selva, província de Girona, Catalunya.
Dades demogràfiques
Segons el Padró Municipal de l’INE, a 1 de gener de 2023 Santa Coloma Residencial tenia 1.617 habitants (859 homes i 758 dones), incrementant el nombre respecte els 1.590 habitants del 2022 .
La seva edat mitjana ronda els 38,7 anys, segons estimacions de CIESIN (en consonància amb la mitjana del municipi).
Els ingressos mitjans del municipi de Santa Coloma de Farners són de 29.892 € de renda bruta anual i 24.141 € de renda disponible segons dades IRPF de 2022 superant la mitjana de Catalunya.

## Descripció
És una urbanització a 4 km del centre de la població de Santa Coloma de Farners. Disposa d'una sèrie de serveis i equipaments públics com ara un camp de futbol, parcs públics i àrees de gimnàs a l'aire lliure entre d'altres.
És envoltada de bosc fon hi ha una sèrie de rutes que permeten descobrir l'entorn natural. Les rutes més destacades son la via verda que uneix Santa Coloma de Farners amb Brunyola, els Pins de Can Picó o les pistes que duen a Vallcanera i Riudarenes. Per a connectar el barri amb el centre de Santa Coloma, el 2015 es va construir una passarel·la sobre la C-63 per a vianants i ciclistes.

## Història
La urbanització va ser aprovada el 10 d'octubre del 1973, el 1977 va ser impugnada, i el 1992 es van aturar dotze obres il·legals a la urbanització.
La primera festa major de Santa Coloma Residencial va ser de l'11 al 15 l'agost del 1984, i va comptar amb cercavila, jocs infantils, una gimcana, esports i una cantada d'havaneres amb cremat.